# Taula de Rangs de la Rússia Imperial

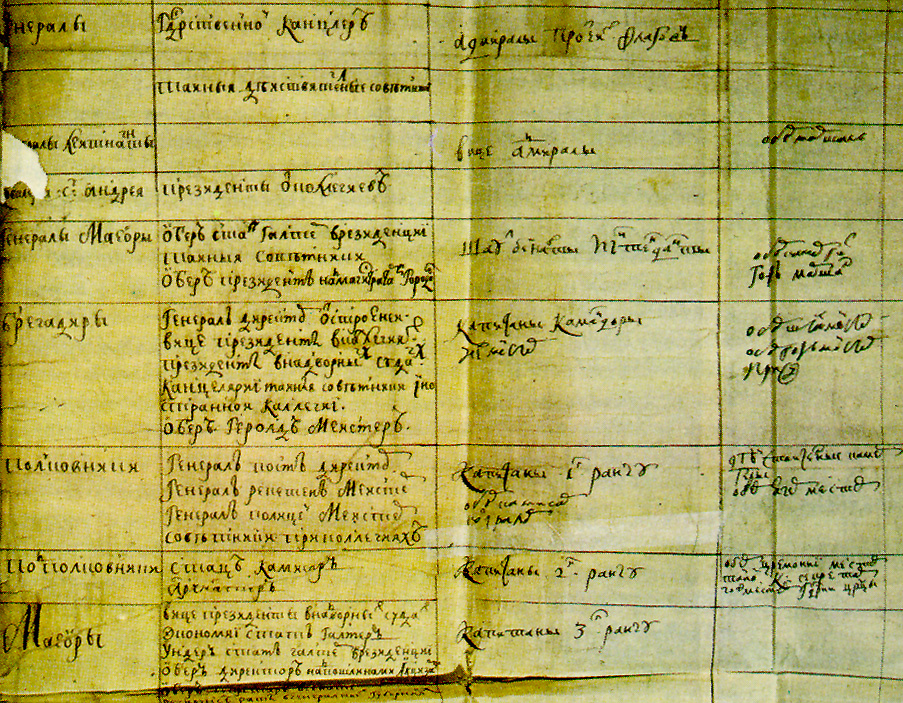
Taula de Rangs

La Taula de Rangs (Табель о рангах; Tàbel o ràngakh) era una llista formal de posicions i estatus de militars, del govern, i de la cort de la Rússia imperial. Va ser introduïda per Pere el Gran el 1722 en la seva lluita amb el poder existent de l'antiga noblesa dels Boiars).
La taula de rangs determinava la posició i l'estatus d'una persona segons el seu servei al tsar més que no segons el naixement o la procedència. La taula estava composta de catorze rangs, en funció la formació dels individus (funcionaris, militars, juristes, acadèmics, eclesiàstics...). Els cinc rangs superiors es concedien a la noblesa hereditària, els rangs 6è, 7è i 8è eren per a la noblesa vitalícia (el pare de Lenin pertanyia al 6è rang com a administrador educatiu) i els rangs restants conferien drets i privilegis nobiliaris mentre s'exercís el càrrec. En el curs de l'administració es pujava cada 4 anys, però era difícil d'ascendir als rangs superiors sense relacions familiars (nobiliàries) o sense ser a la cort. Amb el pas dels anys els rangs superiors van ser acaparats per persones procedents de la gran noblesa terratinent.
La taula de rangs va existir fins a la revolució de 1917. El 1914 la noblesa russa estava formada per gairebé un milió de persones (0,6% de la població) que acaparaven tot els alts càrrecs de l'administració, de les forces armades i de la diplomàcia.